# Alex Puccio

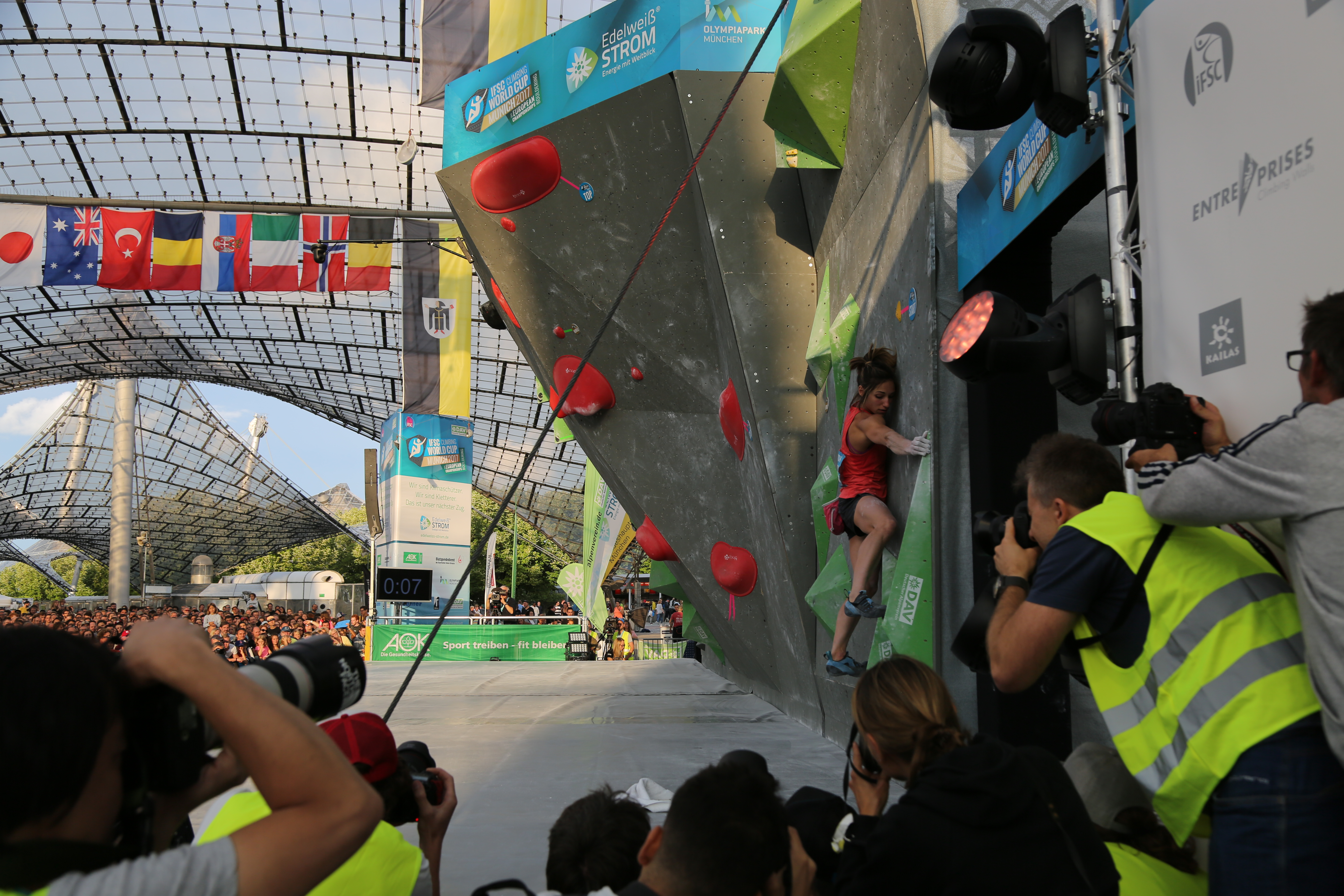
Puchar Świata 2017 Monachium. Alex Puccio na ścianie w boulderingu.

Alex Puccio (ur. 15 czerwca 1989 w McKinney) – amerykańska wspinaczka sportowa. Specjalizowała się w boulderingu oraz w prowadzeniu. Wicemistrzyni świata w boulderingu z 2014.

## Kariera
Wicemistrzyni świata we wspinaczce sportowej w konkurencji boulderingu z Monachium z 2014 roku.
Wielokrotna uczestniczka, medalistka prestiżowych zawodów wspinaczkowych Rock Master we włoskim Arco, gdzie zdobyła 4 złote medale w roku; 2012, 2013, 2014 oraz w 2017 w konkurencji boulderingu. 

## Osiągnięcia

### Mistrzostwa świata
| Konkurencje       | 2012 | 2014 | 2018 |
| Bouldering        | 9    | 2    | 16   |
| Prowadzenie       | —    | —    | 49   |
| Wsp. na czas      | —    | —    | 75   |
| Wspinaczka łączna | —    | —    | 35   |

### Rock Master
| Konkurencje | 2012 | 2013 | 2014 | 2017 |
| Bouldering  | 1    | 1    | 1    | 1    |